# Donau Volleys Regensburg
Die Spielgemeinschaft Donau Volleys Regensburg e.V. ist ein deutscher Sportverein aus Regensburg, der im Jahr 2020 gegründet wurde. Aktuell hat der Verein circa 350 Mitglieder in der einzigen Abteilung Volleyball. Bekannt ist der Verein nach seinem kurzen Bestehen vor allem durch die 1. Mannschaft, die aktuell in der 3. Liga Ost spielt.

## Geschichte
Am 5. Juni 2020, während der Corona-Pandemie trafen sich 10 begeisterte Volleyballer – darunter die anschließend gewählten Vorstände Leonhard Fuß und Fernando Acosta Ruiz –, um den Verein ins Leben zu rufen, mit dem Ziel den Volleyball in Regensburg zu reaktivieren. In der ersten Saison startete man mit vier Herrenmannschaften – davon die 1. Mannschaft in der Landesliga Nord-Ost – und zwei Damenmannschaften. In der zweiten Saison erweiterte sich das Portfolio um eine Damenmannschaft und eine U13 und U15 Jugend männlich sowie eine U13 Jugend weiblich. Während der Saison 2021/22 fiel der Beschluss, dass die Volleyballmannschaft des TSV Deggendorf inklusive Spielrecht für die 3. Liga Ost zum Verein übergehen wird. Dazu fand bereits im Februar ein erstes Play-off-Spiel der Deggendorfer in Regensburg statt. Nach Ende der Saison 2021/22 fiel dann das Spielrecht des TSV Deggendorf an die Donau Volleys Regensburg. Fast die komplette Mannschaft wechselte aus Deggendorf nach Regensburg. Zudem stießen noch viele Spieler vom Absteiger der TSV Niederviehbach zu den Donau Volleys. Ab der Saison 2022/23 konnte man den Trainer der ungarischen Jugend-Nationalmannschaft Szabolczs Beregszászy verpflichten. In der Saison 2023/24 konnte die männliche U12 Jugend bayerischer Vizemeister werden. In der Saison 2024/25 sind fast alle männlichen Jugendteams für die bayerischen Meisterschaften qualifiziert. Aktuell spielen folgende Teams bei den Donau Volleys.
| Team     | Liga                          |
| -------- | ----------------------------- |
| Herren 1 | 3. Liga Ost                   |
| Herren 2 | Bayernliga Nord               |
| Herren 3 | Landesliga Nord-Ost           |
| Herren 4 | Bezirksliga Oberpfalz         |
| Herren 5 | Bezirksklasse Oberpfalz Süd   |
| Herren 6 | Kreisliga Oberpfalz           |
| Herren 7 | Kreisliga Oberpfalz           |
| Damen 1  | Landesliga Nord-Ost           |
| Damen 2  | Bezirksklasse Süd Oberpfalz   |
| Damen 3  | Bezirksklasse Süd Oberpfalz   |
| Damen 4  | Kreisliga Süd Oberpfalz       |
| Damen 5  | Kreisklasse Süd-Ost Oberpfalz |

Hinzu kommen noch die Teams der männlichen Jugend in der U20, U18, U16, U14, U13 und U12 und die weibliche Jugend in der U18, U14, U13 und U12.

## 1. Mannschaft
In der Saison 2022/23 tritt die 1. Mannschaft in der 3. Liga Ost an. Trainer der Mannschaft ist Szabolczs Beregszászy und der Kader besteht aktuell aus 14 Spielern.
| Nr. | Name              | Geburtsdatum | Nation      | Größe   | Position     |
| --- | ----------------- | ------------ | ----------- | ------- | ------------ |
| 4   | Michael Brunner   | 1989         | Deutschland | 1,92 m. | Zuspiel      |
| 2   | Sebastian Schwarz | 1996         | Deutschland | 1,90 m. | Libero       |
| 5   | Daniel Weber      | 1999         | Deutschland | 1,86 m  | Außenangriff |
| 6   | Luis Grossmann    | 1998         | Deutschland | 2,00 m. | Diagonal     |
| 8   | Martin Scherl     | 1995         | Deutschland | 1,90 m. | Außenangriff |
| 9   | Boško Novović     | 1987         | Serbien     | 1,98 m. | Mittelblock  |
| 10  | Sebastian Schwarz | 1990         | Deutschland | 1,86 m. | Zuspiel      |
| 11  | Moritz Engelmann  | 1993         | Deutschland | 1,96 m. | Mittelblock  |
| 12  | Kilian Grobbink   | 1992         | Deutschland | 1,93 m. | Außenangriff |
| 13  | Paul Seidel       | 1995         | Deutschland | 1,90 m. | Diagonal     |
| 14  | Johannes Klinkert | 1997         | Deutschland |         | Außenangriff |
| 15  | Johannes Ullmann  | 1994         | Deutschland | 1,93 m. | Mittelblock  |
| 17  | Kim Huber         | 2001         | Deutschland | 1,92 m. | Außenangriff |
| 18  | René Räbiger      | 1993         | Deutschland | 1,96 m. | Mittelblock  |

| Funktion   | Name                  | Nation      |
| ---------- | --------------------- | ----------- |
| Trainer    | Szabolczs Beregszászy | Ungarn      |
| Co-Trainer | Markus Pielmeier      | Deutschland |